# Весняна вулиця (Київ)
Весня́на ву́лиця — вулиця в Голосіївському районі міста Києва, селище Мишоловка. Пролягає від проспекту Науки до вулиці Квітки-Основ'яненка.
Прилучаються вулиці Армійська, Золотоніська та Корчуватська.

## Історія
Вулиця виникла у 30-ті роки XX століття під назвою 39-та Нова,на німецькій карті 1943 року позначена під назвами 39-та Нова та Мишоловська. Сучасна назва — з 1944 року.